# Chrysso vitra
Chrysso vitra là một loài nhện trong họ Theridiidae.
Loài này thuộc chi Chrysso. Chrysso vitra được Chuandian Zhu miêu tả năm 1998.